# Timber Cove
Timber Cove est une census-designated place du comté de Sonoma, dans l'État de Californie, aux États-Unis,. En 2020, elle compte une population de 171 habitants.